# 서울 지장사 능인보전 신중도
서울 지장사 능인보전 신중도(地藏寺 能仁寶殿 神衆圖)는 서울특별시 동작구 지장사 능인보전에 있는, 조선 말기의 신중도(神衆圖)이다. 1999년 5월 19일 서울특별시 문화재자료 제4호로 지정되었다.

## 신중도
신중도란 불교가 인도에서 성립되고, 이웃 국가로 전래되는 과정에서 재래의 토속신을 수용하여 불법을 수호하는 신중으로 편입된 호법신장(護法神將)들의 모습을 담는 불화이다. 신중도는 대표적인 신장(神將)이라 할 수 있는 대예적금강신(大穢跡金剛神)ㆍ제석천왕(帝釋天王)ㆍ대범천왕(大梵天王) 그리고 동진보살(童眞菩薩) 가운데 채택되는 신중과 배치구도를 통해 그 유형이 구별되는데, 능인보전의 신중도는 이들 신장들이 모두 묘사되고 있는 형식을 취하고 있다.

## 세부 모습
화면의 중앙 하단부에 동진보살을 배치하고 있으며, 화면의 상단에는 제석천왕과 대범천왕이 천인상과 구별되지 않는 도상으로 그려져 있다. 동진보살의 좌측 화면에는 대예적금강신이 자리하여 전체적으로 많은 신장이 등장하는 군도의 형식을 취하고 있는 신중도이다.
상단에는 제석천왕ㆍ대범천왕ㆍ천인상 등 6구의 보살형 신중이 병풍의 형태와 같이 4구는 일직선의 형태로 배열되고, 죄우측의 각 1구는 약간 아래에 배치되고 있으며, 이들 좌우에는 동자상이 자리하고 있다.
하단에는 불교에 흡수된 신장들이 표현되고 있는데, 보문사의 신중도(1867년 제작)의 경우 동진보살의 좌우에 도교의 신이었던 성군(星君)과 한국의 재래신인 산신(山神)이 묘사되고 있는 반면에, 이 그림에서는 인도의 신들이 묘사되고 있어 차이를 보이고 있다. 화면의 중심부에 있는 동진보살은 정면향을 취하고 있으며, 녹색의 두광과 머리에 쓰고 있는 투구의 일치되어 표현되고 있다. 통통하고 동그란 얼굴 묘사는 조선 후기 신중도에 보이는 일반적인 모습이라 할 수 있다.

## 특징
군도의 형식을 취하고 있으나 동진보살을 상대적으로 크게 묘사하고 있는 것을 제외하면 수평으로 3단의 획일적인 구도를 취하고 있으며, 인체의 불균형적인 표현, 신장들의 경직된 자세, 무겁고 탁한 색채의 사용 등은 불화의 격이 현저히 떨어지고 있는 20세기 초반의 경향이라 할 수 있다.
광무 10년(1906) 지장사에는 풍곡(豊谷) 스님이 화주가 되어 능인보전의 단청을 보수하고, 불화조성 불사를 진행하였는데, 이 그림은 이 때에 조성된 불화이다. 화승으로는 봉감(奉鑑)ㆍ정운(禎雲)ㆍ긍법(肯法) 등이 참여하였는데, 긍법은 삼성각의 불화 제작에도 참여하고 있어 1906년의 탱화조성불사에 깊이 관여하였음을 살필 수 있게 한다.

## 참고 자료
- 본 문서에는 서울특별시에서 지식공유 프로젝트를 통해 퍼블릭 도메인으로 공개한 저작물을 기초로 작성된 내용이 포함되어 있습니다.
- 지장사능인보전신중도 - 국가유산청 국가유산포털